# Bão Wukong (2000)
Bão Wukong (tên chỉ định quốc tế:0016, tên chỉ định JTWC: 23W, tên NCHMF: Bão số 4) là một cơn bão nhiệt đới cuồng phong hình thành trên khu vực Biển Đông vào ngày 6 tháng 9 năm 2000 và tan ngày 10 tháng 9 năm 2000 trên địa phận Thái Lan.
Từ một vùng thấp hình thành trên khu vực phía Đông Biển Đông, nó đã mạnh lên thành một áp thấp nhiệt đới rồi bão vào ngày 6 tháng 9. Nó tiếp tục mạnh lên thành bão cuồng phong vào ngày 8 tháng 9 và ngày 10 tháng 9 năm 2000, tâm bão đã đổ bộ vào tỉnh Hà Tĩnh của Việt Nam, dưới dạng cơn bão nghiêm trọng, gây ra một đợt mưa lớn trên diện rộng cho Trung Bộ Việt Nam.
Tên bão : Wukong được đặt bởi Trung Quốc, có nghĩa là "Tôn Ngộ Không". Tên bão này được sử dụng lại vào các năm 2006, 2012, 2018

## Lịch sử hình thành

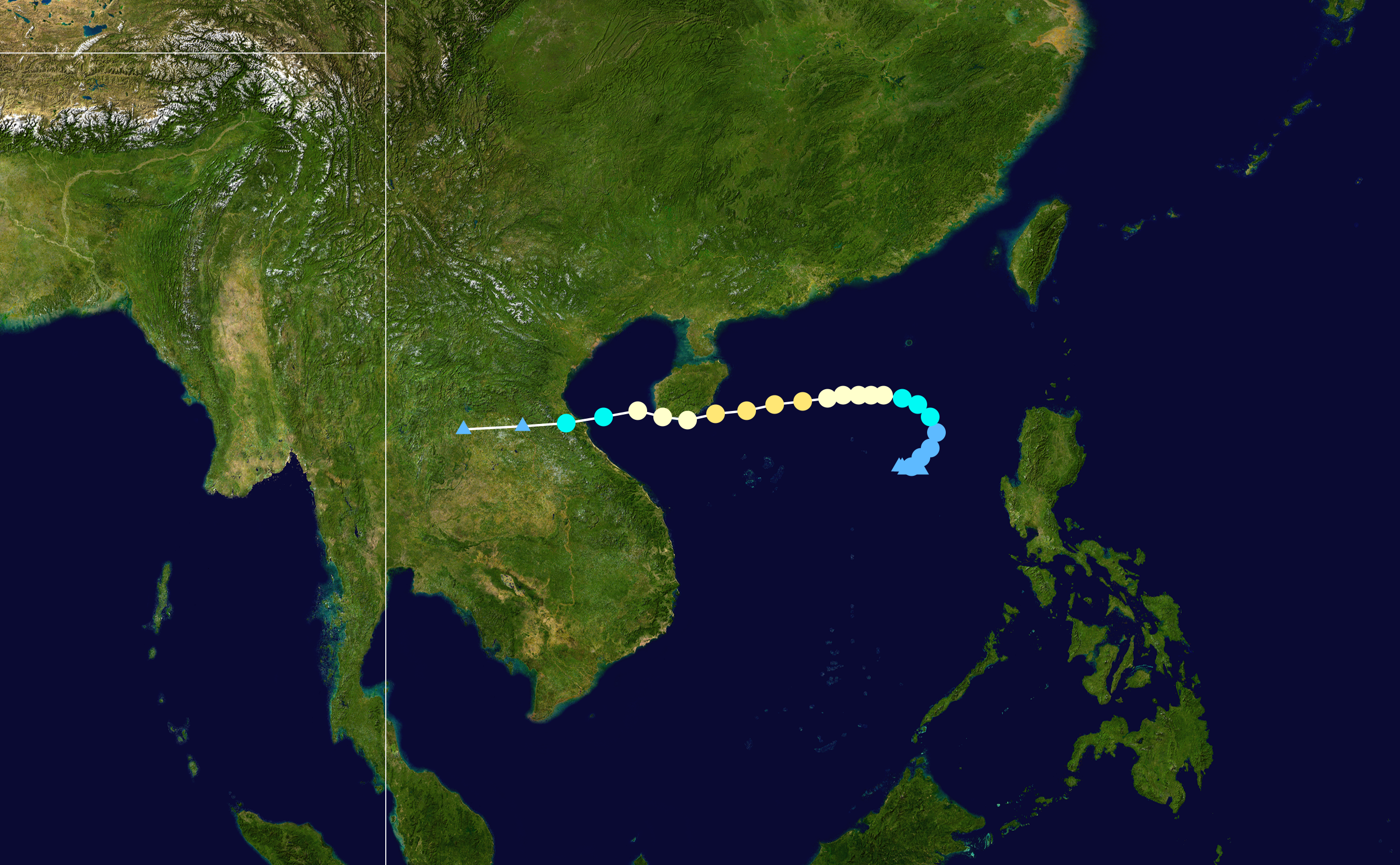
Đường đi của bão

Ngày 4 tháng 9, JMA phát hiện một áp thấp nhiệt đới ở vùng biển Tây Philippines. Nó đứng im cho đến khoảng 12 giờ (UTC) ngày 5 tháng 9 thì mới bắt đầu di chuyển theo hướng ngược chiều kim đồng hồ. Cùng ngày, Việt Nam phát tin áp thấp nhiệt đới. Sau đó nó mạnh lên thành bão vào khoảng 0 giờ (UTC) ngày 6 tháng 9 năm 2000. Nó tiếp tục tăng cường để đạt được cường độ bão cuồng phong lúc 18:00 (UTC) ngày 07 tháng 9 và đạt đến cường độ mạnh nhất của nó với sức gió tối đa 75 hải lý (140 km/h) lúc 06 giờ (UTC) ngày 08 tháng 9. JTWC cũng nâng mức cảnh báo lên cấp 2. Sau đó bão suy yếu dần, bão Wukong đi ven dọc bờ biển phía nam của đảo Hải Nam ngày 09 tháng 9, lúc này Việt Nam phát tin bão khẩn cấp. Sáng sớm 10/9 khi đến vùng biển ngoài khơi tỉnh Hà Tĩnh (cách đèo Ngang khoảng 70 km về phía đông), bão suy yếu xuống cấp 10, giật trên cấp 10, chuyển hướng tây tây nam, trưa 10 tháng 9 đổ bộ vào đất liền thuộc địa phận tỉnh Hà Tĩnh (tâm bão đi qua huyện Kỳ Anh). Sau khi đổ bộ nó suy yếu thành áp thấp nhiệt đới rồi vùng thấp ở phía đông bắc của Thái Lan lúc 12 giờ (UTC) cùng ngày.

## Ảnh hưởng

### Việt Nam
Do ảnh hưởng của bão, khu vực đồng bằng Bắc Bộ và Trung Bộ đã có gió cấp 6,7. Một số nơi ở Nghệ An, Hà Tĩnh có gió cấp 8. Bão gây ra mưa lớn cho khu vực Bắc Bộ và Trung Bộ. Việt Nam trong các ngày 9-10-11 tháng 9.
Thiệt hại do bão chưa rõ nhưng rất lớn, khoảng trên 1,5 triệu USD.

## Tên bão
Wukong (giản thể: 孙悟空; phồn thể: 孫悟空; bính âm: Sūn Wùkōng; Wade–Giles: Sun Wu-k'ung), là một tên bão do Trung Quốc đặt nên, có nghĩa là "Tôn Ngộ Không", một nhân vật trong phim Tây du ký.